# Đồng(II) arsenat
Đồng(II) asenat là một hợp chất vô cơ có công thức hóa học Cu3(AsO4)2. Nó thường được biết đến dưới dạng tetrahydrat hoặc muối axit Cu5H2(AsO4)4·2H2O. Nó còn được gọi với nhiều cái tên khác như đồng orthoasenat, tricopper asenat, cupric asenat hoặc tricopper orthoasenat. Hợp chất này tồn tại dưới dạng thức là một hợp chất bột có màu xanh dương hoặc xanh dương nhạt-lục, không hòa tan trong nước và rượu, nhưng hòa tan trong dung dịch amonia và axit loãng. Số CAS của nó là 7778-41-8 hoặc 10103-61-4.

## Sử dụng
Đồng(II) asenat là một chất diệt côn trùng được sử dụng trong nông nghiệp. Nó cũng được sử dụng như thuốc diệt cỏ, thuốc diệt nấm và thuốc diệt chuột. Nó cũng được sử dụng như một chất độc trong săn mồi.
Đồng(II) asenat có thể bị nhầm lẫn với hợp chất đồng(II) asenua, đặc biệt khi cđược đề cập đến là một chất màu.

## Xuất hiện trong tự nhiên
Đồng(II) asenat khan, Cu3(AsO4)2, được tìm thấy trong tự nhiên dưới dạng khoáng chất lammerit. Đồng(II) asenat dạng ngậm nước tetrahydrat, công thức Cu3(AsO4)2·4H2O, tồn tại trong tự nhiên dưới dạng khoáng chất mang tên rollandit.

## Hợp chất liên quan
Đồng(II) asenat kiềm (Cu(OH)AsO4) là một hợp chất muối kiềm của đồng(II) asenat với số CAS 16102-92-4. Nó được tìm thấy trong tự nhiên dưới dạng khoáng sản olivenit. Hợp chất này cũng được sử dụng như thuốc trừ sâu, thuốc diệt nấm và chất diệt cỏ. Việc sử dụng nó bị cấm ở Thái Lan từ năm 2001.

## Hợp chất khác
Cu3(AsO4)2 còn tạo một số hợp chất với NH3, như Cu3(AsO4)2·3NH3·4H2O là tinh thể ba nghiêng dạng lăng kính màu xanh lam, không tan trong nước.